# Blue Waters
Blue Waters（ブルーウォーターズ）は、NCSAとイリノイ大学アーバナ・シャンペーン校およびクレイの共同で設計・構築中の、ペタスケール（ペタFLOPS級）のスーパーコンピュータの名称である。
当初はIBMを含めた共同開発で2011年7月の完成と10ペタフロップス以上の性能を目指していたが、2011年8月にIBMが撤退を発表し、2011年11月にクレイが受注した。

## 概要
2007年8月8日、National Science Boardはアメリカ国立科学財団(NSF)に、「世界で最もパワフルなリーダーシップクラスのスーパーコンピュータの獲得と開発」を設立する権限を持つ決議を認可した。NSFはこのBlue Watersプロジェクトのため、翌年からの4年間半を通じて、約2億ドルを投じる予定だった。
2011年8月8日、IBMは予想以上の複雑さとコスト増で当初予算では完成できないとして、イリノイ大学との契約を2011年8月6日に打ち切ったことを発表。IBMはこれまでに受け取った資金を返還し、NCSAは一部納入された機器を返還する、と発表した。

## 当初計画
IBMとの共同開発時点での計画は以下であった。

### 構成
Blue Watersは以下の構成を予定していた。
- 25,000個以上の 8コアのPOWER7 CPU（4.0GHzで稼働、ダイごとに32MBのL3キャッシュ、計200,000コア）
- 1ペタバイト(PB)以上のメインメモリ
- 10ペタバイト(PB)以上のディスク装置
- 0.5エクサバイト(EB)のアーカイブストレージ
- 最大400ギガビット/秒(Gbit/s)の外部（インターネット）接続

またBlue Watersは、同様にPOWER7を採用したPERCSの技術を使用していた。

### 性能
Blue Watersは2011年7月に完成予定で、科学技術計算を、最低1PFLOPS（ペタフロップス、毎秒1000兆回の浮動小数点演算を行う）の継続的な速度で実行する予定だった。これはIBMのBlue Gene/Lより約4倍高速である。

### 施設
Blue Watersクラスのマシンは、冷却と電力に関して特別の考慮が必要である。新しい Petascale Computing Facility が、イリノイ大学によって、設計構築中である。この新しい施設は、Blue Waters や NCSA の他のインフラを収容する。この施設は 88,000-平方フート (8,200 m2) のビルディングで、初期の Blue Waters とその後の拡張の両方を設置するのに足りる約 20,000-平方フート (1,900 m2) のマシンルームを持つ。この施設の目標は、LEED認証を受ける施設となることである。
この施設は、大学のキャンパス向け水冷システムと、エネルギー消費を削減するためイリノイ州の冬の低温を利用する追加の冷却タワーを使用する予定である。このビルディングは、冷却システムの最適化のために、複合的な流体力学モデルを使用して設計され、2010年に完成予定であった。

## クレイ受注後の計画
クレイ受注後は以下の予定である。
稼動時期は変更となったが、性能目標は従来と同じで実効性能1ペタフロップス以上のままである。
Blue Watersは、AMD Opteron 6200プロセッサーを搭載する 235台以上の Cray XE6 筐体と、NVIDIA Tesla GPUを搭載する XK6 スーパーコンピュータの将来バージョン 30台以上により構成される、単一で強力なハイブリッドスーパーコンピュータとなる予定である。

## 参照
1. 1 2  IBM、10PFLOPS超の性能を目指したスパコン「Blue Waters」の開発から撤退
2. 1 2  NCSA, Cray Partner on Sustained-Petascale Blue Waters Supercomputer - Cray
3. ↑  SC11 - 論文発表やワークショップと並び重要な各社の展示